# Trần Văn Sơn (Chỉ huy trưởng)
Trần Văn Sơn là một sỹ quan cao cấp Quân đội Nhân dân Việt Nam, hàm Thiếu tướng. Ông hiện là Phó Cục trưởng Cục Dân quân tự vệ, Bộ Tổng Tham mưu Quân đội Nhân dân Việt Nam.

## Tiểu sử và binh nghiệp
Thiếu tướng Trần Văn Sơn sinh năm 1963, quê tại xã Tân Lâm Hương, huyện Thạch Hà, tỉnh Hà Tĩnh.
Ông từng đảm nhận nhiệm vụ Ủy viên Ban Thường vụ Thành ủy, Chỉ huy trưởng Ban Chỉ huy Quân sự Thành phố Hà Tĩnh rồi Phó Chỉ huy trưởng Bộ Chỉ huy Quân sự tỉnh Hà Tĩnh
Tháng 12 năm 2014, ông được Bộ Quốc phòng bổ nhiệm làm Chỉ huy trưởng Bộ Chỉ huy Quân sự tỉnh Hà Tĩnh thay cho Thiếu tướng Nguyễn Đức Tới làm Phó Tham mưu trưởng Quân khu 4.
Tháng 12 năm 2019, ông được Bộ Quốc phòng bổ nhiệm làm Phó Cục trưởng Cục Cứu hộ Cứu nạn, Bộ Tổng Tham mưu Quân đội Nhân dân Việt Nam. Ông bàn giao nhiệm vụ lại cho Đại tá Lê Hồng Nhân, Sư đoàn trưởng Sư đoàn 324, Quân khu 4.
Tháng 06 năm 2020, ông được Chủ tịch Nước Nguyễn Phú Trọng thăng quân hàm Thiếu tướng.
Tháng 12 năm 2020, ông giữ chức Phó Cục trưởng Cục Dân quân tự vệ, Bộ Tổng Tham mưu